# James Woody
Pour les articles homonymes, voir Woody.
James Woody, né le 24 août 1972 à Paris, est un pasteur de l'Église protestante unie de France à la paroisse d'Auteuil à Paris, attaché au courant du protestantisme libéral. 

## Biographie
James, Stephan, Lee Woody naît d'une mère française catholique et d'un père protestant, petit-fils de GI. Il étudie d'abord le catéchisme romain avant de se tourner vers le protestantisme. Il étudie à l'Institut protestant de théologie, dans les facultés de Paris et Montpellier, à la Faculté de théologie protestante de Strasbourg ainsi qu'à l'École biblique et archéologique française de Jérusalem.
En 1998 il est nommé pasteur de l'Église réformée de France à Avignon - temple Saint-Martial - où il exerce également un ministère au sein de l'aumônerie hospitalière et soutient les actions interreligieuses. Il rejoint l'Église réformée de Marseille-Provence en 2004 et devient président du consistoire de l'Arc phocéen en 2005. Il participe au dialogue inter-religieux à travers Marseille-Espérance. Membre du Pôle Formation de l'Église réformée de France, il en préside le service national catéchétique.
De 2009 à 2016, il est pasteur à l'Oratoire du Louvre à Paris. Il est élu président d'Évangile et Liberté, association du protestantisme libéral et devient directeur de publication de son mensuel,. 
En juillet 2016, il devient pasteur de la paroisse montpelliéraine du la rue Maguelone,. Il est nommé à la paroisse d'Auteuil à Paris en juillet 2024. 
James Woody intervient régulièrement dans les émissions religieuses de France Culture, Fréquence protestante et Radio Notre-Dame. Il est membre du comité directeur de la Fraternité d'Abraham.

## Décoration
- Chevalier de l'ordre national du Mérite, 28 décembre 2017[11]

## Publications
- Grains de sel, Arles, France, Actes Sud, coll. « Le Souffle de l’esprit », 2016, 176 p.  (ISBN 978-2-330-06905-6)
- Vivre la liberté, Cerf, coll. « Spiritualités », 2017, 224 p.  (ISBN 978-2-204-10815-7)
- La grâce pour tous, La Baume rousse, coll. « Et les oiseaux du ciel », octobre 2021, 131 p. (ISBN 978-2-492-89602-6)[12]
- Dieu porte nos vies à l'incandescence, Éditions Olivétan, coll. « Parole vive », mars 2023, 136 p. (ISBN 978-2-35479-622-8)[13]
- La liberté et les premiers rois d'Israël, Éditions du Cerf, coll. « Lire la Bible », mai 2024, 240 p. (ISBN 978-2-20416-2142)